# AIM-54 Phoenix

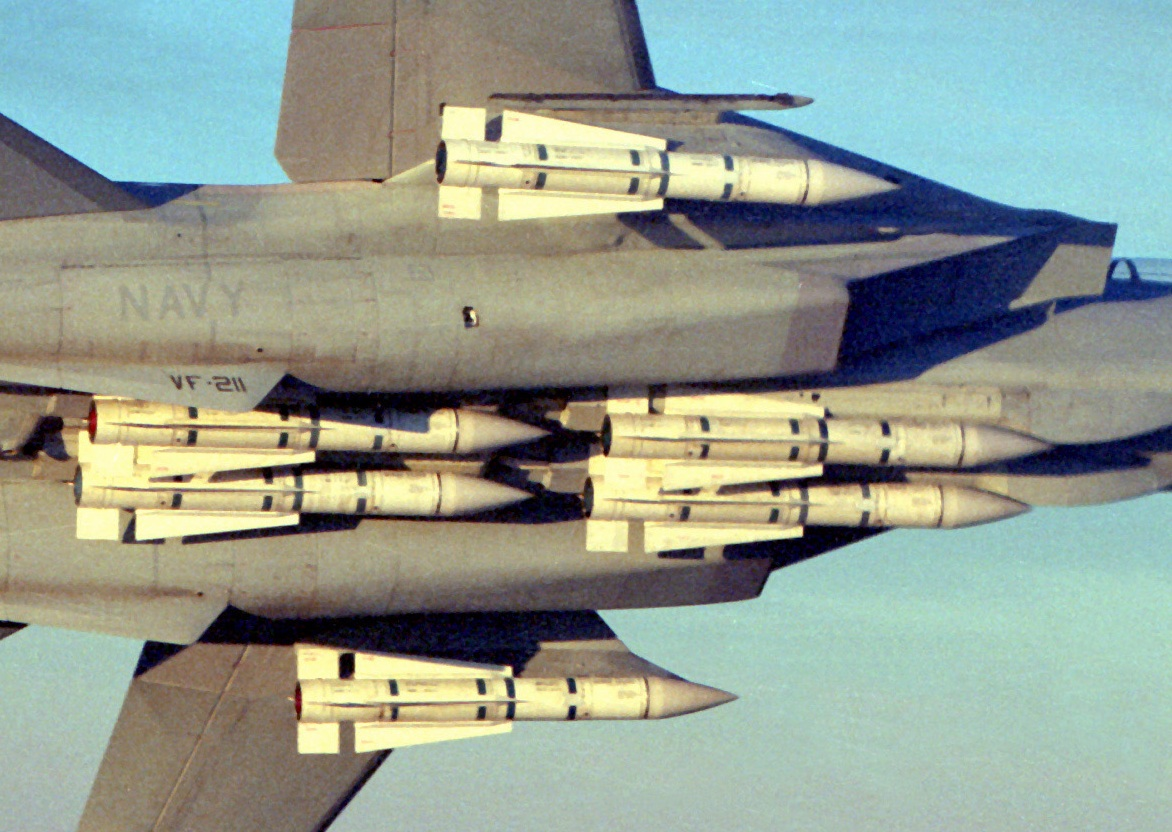
Šest raket AIM-54 Phoenix na stíhačce F-14

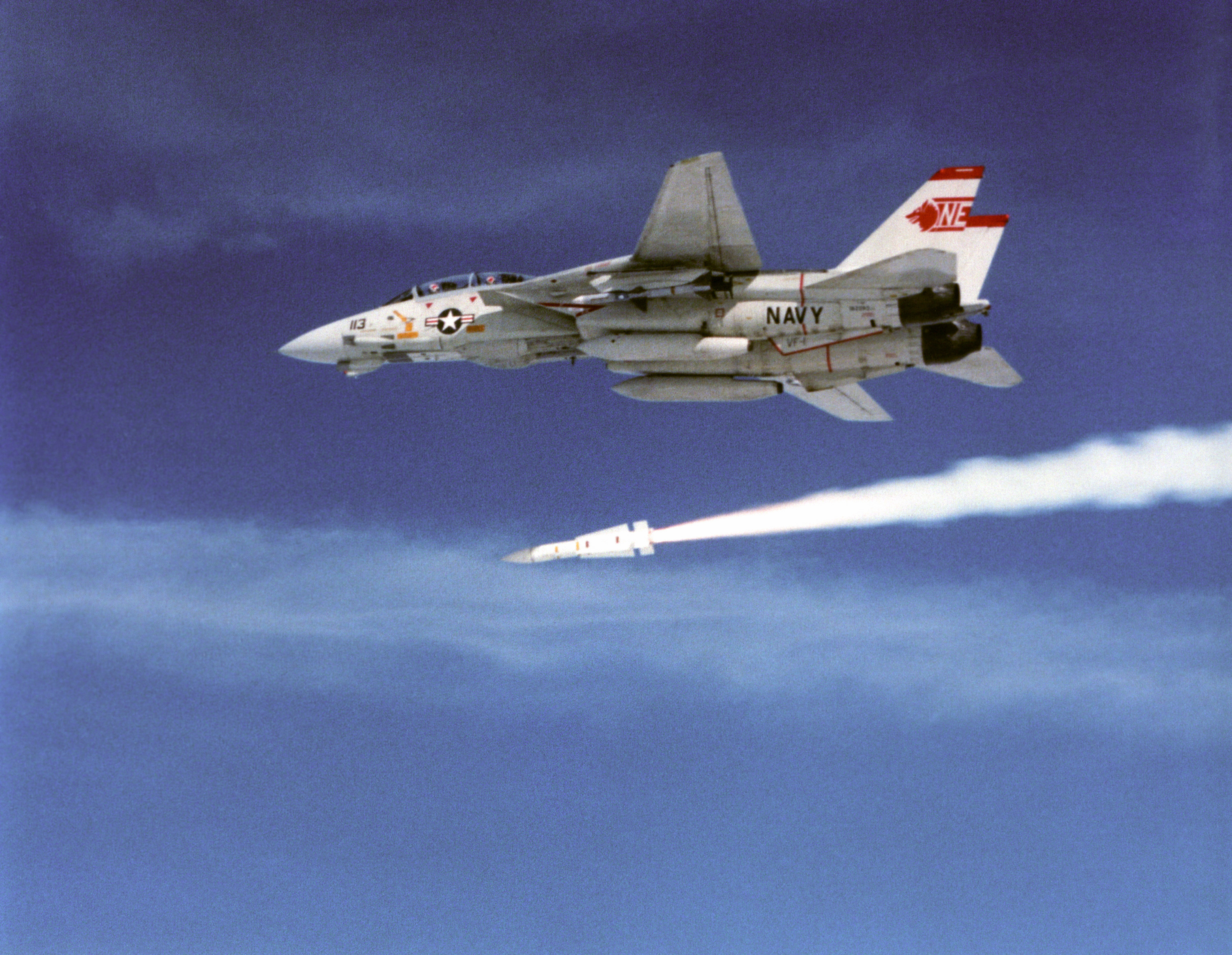
Vypuštění rakety

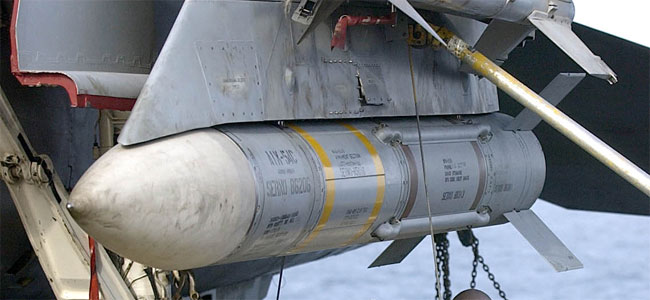
AIM-54 Phoenix

AIM-54 Phoenix je americká raketa vzduch-vzduch dlouhého dosahu naváděná radarem. Phoenix je jediná americká raketa vzduch-vzduch dlouhého dosahu (přes 190 km). Rakety byly používány na palubních stíhačích Grumman F-14 Tomcat, který mohl nést šest raket; tato konfigurace byla zřídka používána kvůli zatížení trupu. F-14 byl schopen vypustit všech šest raket současně na šest různých cílů. Rakety AIM-54 ukončily službu spolu se stíhacími letouny F-14 v roce 2004 a namísto nich jsou na letounech (například F/A-18 Super Hornet) používány rakety středního dosahu AIM-120 AMRAAM.

## Specifikace
Citováno dle

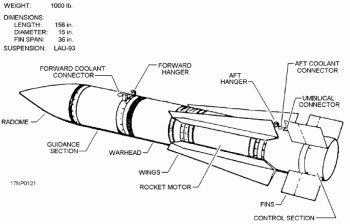
AIM-54C

- Funkce: raketa vzduch-vzduch s dlouhým doletem
- Společnost: Hughes Aircraft Company a Raytheon Corporation
- Cena jednotlivé rakety: kolem 477 000 $
- Motor: raketový motor na tuhá paliva
- Délka: 13 stop (4,0 m)
- Hmotnost: 1 000–1 040 liber (450–470 kg)
- Průměr: 15 inches (380 mm)
- Rozpětí: 3 stop (910 mm)
- Dosah: více než 100 námořních mil (120 mi; 190 km) (přesný dosah je dosud tajný)
- Rychlost: 4 680+ km / h
- Navádění: poloaktivní radarové a aktivní radarové
- Hlavice: 135 liber (61 kg) s detektorem přiblížení
- Uživatelé: USA, Írán
- Zavedení do služby: 1974
- Vyřazení ze služby: 30. září 2004 (USA)